# Saussurea depressa
Saussurea depressa là một loài thực vật có hoa trong họ Cúc. Loài này được Gren. miêu tả khoa học đầu tiên năm 1849.